# Schmidt-Bleibtreu-Straße 8 (Mönchengladbach)

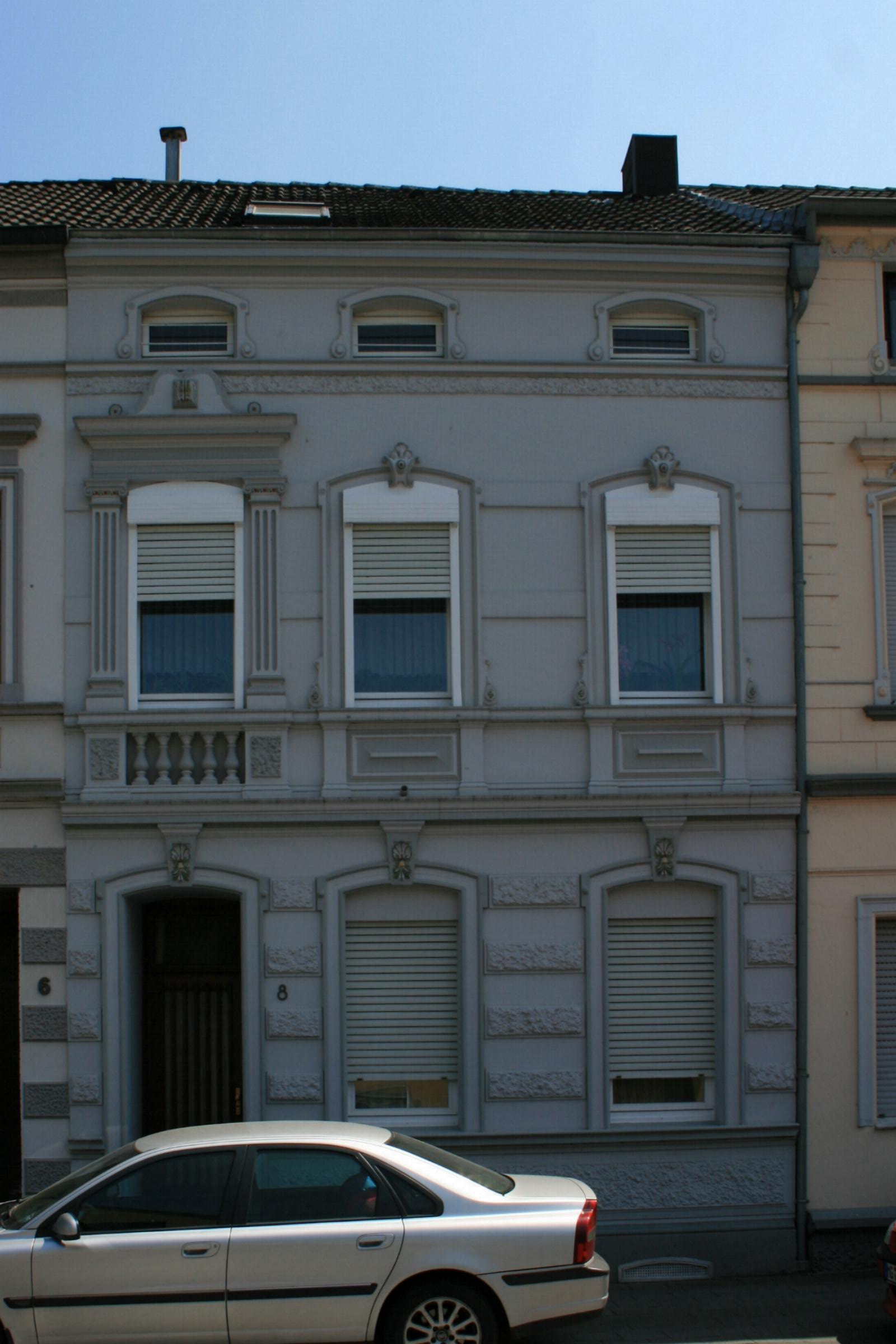
Wohnhaus

Das Wohnhaus Schmidt-Bleibtreu-Straße 8 steht im Stadtteil Odenkirchen in Mönchengladbach (Nordrhein-Westfalen).
Das Gebäude wurde um die Jahrhundertwende erbaut. Es ist unter Nr. Sch 012 am 15. Dezember 1987 in die Denkmalliste der Stadt Mönchengladbach eingetragen worden.

## Architektur
Die Schmidt-Bleibtreu-Straße liegt im Stadtteil Odenkirchen und besteht zum Großteil aus historischer Bebauung. Das Dreifensterhaus entstand um die Jahrhundertwende und zeigt in zweieinhalb Geschossen straßenseitig eine Stuckfassade. Ein Satteldach schließt das Gebäude ab. Das Objekt ist als historisches Bürgerhaus und aufgrund seines Standortes aus bauhistorischen wie stadtbildnerischen Gründen schützenswert.